# 무효와 로지의 마법률상담사무소
《무효와 로지의 마법률상담사무소》(ムヒョとロージーの魔法律相談事務所)는 니시 요시유키가 원작한 일본의 만화이다. 주간 소년 점프(슈에이샤)에서 2004년 53호부터 2018년 14호까지 발간되었다가, 소년 점프+(슈에이샤)에서 2018년 3월 19일부터 2019년 3월 7일까지 발간. 2018년 8월부터 10월까지 제1기, 2020년 7월부터 9월까지 TV 애니메이션화로 방영되었다.

## 줄거리
죄(인간에게 해를 입히는 일)를 범한 유령에게 벌을 내리고 저승으로 보내는 능력이 있는 마법률 집행관 무효와 그의 조수 로지. 그런 그들에게, 유령 때문에 고통받는 사람들이 차례로 찾아오는데...
지금 전율의 세계로 가는 문이 열린다!!